# Tętnica łzowa
Tętnica łzowa (łac. arteria lacrimalis) – w anatomii człowieka jedna z gałęzi tętnicy ocznej, odchodząca od niej bocznie od nerwu wzrokowego w tylnej części oczodołu. Przebiega wzdłuż górnego brzegu mięśnia prostego bocznego ku przodowi, wnika do gruczołu łzowego i po przejściu przez niego kończy się w powiekach.
Tętnica łzowa oddaje: 
- gałęzie oponowe (rami meningei) do opony twardej przez szczelinę oczodołową górną,
- gałęzie jarzmowe (rami zygomatici) do dołu podskroniowego przez szczelinę oczodołową dolną,
- gałęzie mięśniowe (rami musculares) do okolicznych mięśni,
- gałęzie łzowe (rami lacrimales) do gruczołu łzowego,
- gałęzie końcowe: tętnicę powiekową boczną górną (arteria palpebralis lateralis superior) i tętnicę powiekową boczną dolną (arteria palpebralis lateralis inferior), które łącząc się odpowiednio z tętnicą powiekową przyśrodkową górną (arteria palpebralis medialis superior) i tętnicą powiekową przyśrodkową dolną (arteria palpebralis medialis inferior), odchodzącymi bezpośrednio od tętnicy ocznej w końcowym jej odcinku, tworzą łuk powiekowy górny i łuk powiekowy dolny[1][2].